# Lagidium ahuacaense
Lagidium ahuacaense är en gnagare i släktet bergsviscachor som upptäcktes 2009 i södra Ecuador.

## Utbredning
Arten hittades vid berget Cerro El Ahuaca i provinsen Loja i södra Ecuador. Individer iakttogs mellan 1950 och 2480 meter över havet. Området är klippig med glest fördelad växtlighet som främst utgörs av buskar. Kring buskarna förekommer gräs, främst av arten Melinis minutiflora. Andra växter i regionen tillhör familjerna agaveväxter, ananasväxter, kaktusväxter och potatisväxter.

## Utseende
Exemplaret som användes för artens vetenskapliga beskrivning (holotyp) hade en kroppslängd (huvud och bål) av 40,3 cm. Ovansidan är täckt av gråbrun päls och undersidans päls har en gulgrå färg. Påfallande är de svarta öronen med krämfärgade kanter. Även på alla fyra fötter förekommer svarta hår på toppen. Fötternas undersida är naken och svart. Svansen bär styva kastanjebruna hår på ovansidan med några krämfärgade hår inblandade. Svansens undersida är täckt av svartbruna hår. De längsta morrhåren når en längd av 15 cm. Lagidium ahuacaense skiljer sig från andra släktmedlemmar i avvikande detaljer av kraniet.

## Ekologi
Vid upptäckten registrerades en liten flock med tre individer som troligen var ett föräldrapar med en unge. De rörde sig kring boet som var en jordhåla mellan klippor.

## Status
Beståndet hotas av bränder och kanske påverkas det av betesdjur. Populationens storlek är okänd och arten listas av IUCN med kunskapsbrist (DD).